# Rubén Castro Rojas
Rubén Castro Rojas (Rancagua, 22 de diciembre de 1882-Valparaíso, 31 de diciembre de 1934) fue un sacerdote chileno, párroco de la ciudad de Quillota a principios del siglo XX y primer rector de la Pontificia Universidad Católica de Valparaíso.

## Primeros años de vida
Nació en el matrimonio formado por don Baltasar Castro Godoy y doña Filomena Rojas Francino. Hermano de Pastor Castro Rojas, exalcalde de Pichilemu e intendente subrogante de la provincia de O'Higgins. Ingresó muy pequeño al Seminario de los Santos Ángeles Custodios, en Santiago.
En 1906, antes de recibir el presbiterado, ya era profesor del Colegio eclesiástico capitalino, cargo que desempeñó hasta después de su ordenación sacerdotal, el 21 de marzo de 1907. Desde sus años de seminarista demostró mucho ingenio y dedicación al estudio. Realizó trabajos de gran mérito, muy celebrados en la Academia de San Agustín.

## Párroco de Quillota
El 7 de marzo de 1912, fue designado párroco en la ciudad de Quillota. Durante los 9 años de su permanencia, realizó un fecundo apostolado y contribuyó con su trabajo y entusiasmo a la creación del Instituto Rafael Ariztía y otras obras de beneficencia. Razones personales lo motivaron, en diciembre de 1921, a dejar esta localidad.

## Fundación de la universidad y rector
Para 1924, residía en Santiago y aceptaba un ofrecimiento para atender la capellanía de la Casa de Ejercicios de San Juan Bautista. En 1925, Rubén Castro viajó a Valparaíso, de cuyo Seminario era profesor y donde se había desempeñado como Secretario de la Gobernación Eclesiástica. Su traslado coincidió con la erección, a fines de ese año, de la diócesis porteña. De inmediato, el primer obispo, Monseñor Eduardo Gimpert Paut, conocedor del talento y espíritu organizador del activo prelado, lo designó, en 1927, asesor de los estudiantes católicos.
En marzo de 1928, Castro fue designado Rector de la Universidad Católica de Valparaíso, con cuya Fundación cooperó activamente. Dice el Acta de nombramiento: para que ejerza el cargo de Rector y tenga la representación legal y canónica de dicha Iglesia y las particulares de la autoridad diocesana.
El Rector asumió la tarea de dirigir la etapa inicial de esta Casa de Estudios. Desde que asumió la dirección y organizó los Planes de Estudios -de la que llamaba "Mi Universidad"- dotó al plantel y sus instalaciones con todos los adelantos que la época permitía. Este celo suyo, no impidió que se clausurara por un breve lapso el establecimiento, debido a una sublevación estudiantil. 
Su amor a los pobres, lo motivó a imprimir a la Universidad, un carácter más industrial que humanístico y científico; él quería que sirviera, principalmente, a la clase obrera y a la minería. Su porte, digno, inspiraba respeto y simpatía. De regular estatura, tez blanca, frente amplia, ojos claros y grandes; poseía una voz rica, potente y musical, con una poderosa personalidad. Vestía con decoro y jamás nunca recibió una distinción prelaticia.